# 肾苞草
肾苞草（学名：Phaulopsis oppositifolia）是爵床科肾苞草属的植物。分布于马斯克林群岛、喜马拉雅、中南半岛、印度、热带非洲以及中国大陆的云南等地，生长于海拔500米至1,000米的地区，一般生长在路边杂草，目前尚未由人工引种栽培。